# اینیگو مارتینز
اینیگو مارتینز (اسپانیایی: ˈiɲiɣo maɾˈtineθ‎؛ زادهٔ ۱۷ مهٔ ۱۹۹۱) بازیکن فوتبال اهل اسپانیا است که در پست دفاع میانی برای باشگاه النصر در لیگ حرفه‌ای عربستان بازی می‌کند.
مارتینز بیشتر دوران حرفه‌ای خود را در رئال سوسیداد گذراند و پس از اولین بازی خود در سن ۲۰ سالگی، ۲۳۸ بازی (۱۷ گل زده) در تمام رقابت‌ها انجام داد. در ژانویهٔ ۲۰۱۸، او با اتلتیک بیلبائو قرارداد امضا کرد و با این تیم سوپرجام اسپانیا ۲۰۲۰–۲۰۲۱ را برد و به دو فینال کوپا دل ری رسید. او در سال ۲۰۲۳ به بارسلونا پیوست و در فصل ۲۰۲۴–۲۵ سه‌گانه داخلی را بدست آورد.
مارتینز اولین بازی ملی خود را برای تیم ملی اسپانیا در سال ۲۰۱۳ مقابل تیم ملی اروگوئه انجام داد.

## آمار ملی

### بازی‌های ملی
تا تاریخ ۱۹ نوامبر ۲۰۲۳
| اسپانیا | اسپانیا | اسپانیا | اسپانیا |
| سال     | بازی    | گل      | پاس گل  |
| ------- | ------- | ------- | ------- |
| ۲۰۱۳    | ۲       | ۰       | ۰       |
| ۲۰۱۶    | ۲       | ۰       | ۰       |
| ۲۰۱۸    | ۲       | ۰       | ۰       |
| ۲۰۱۹    | ۵       | ۰       | ۰       |
| ۲۰۲۰    | ۱       | ۰       | ۰       |
| ۲۰۲۱    | ۵       | ۰       | ۱       |
| ۲۰۲۲    | ۲       | ۱       | ۰       |
| ۲۰۲۳    | ۲       | ۰       | ۰       |
| مجموع   | ۲۱      | ۱       | ۱       |

### گل‌های ملی
| شماره | تاریخ       | میزبان | بازی ملی | حریف | نتیجه | رقابت                    |
| ----- | ----------- | ------ | -------- | ---- | ----- | ------------------------ |
| ۱     | ۵ ژوئن ۲۰۲۲ | پراگ   | ۱۸       | چک   | ۲–۲   | لیگ ملت‌های اروپا ۲۳–۲۰۲۲ |